# Hamish Imlach
Hamish Imlach (10 février 1940 - 1er janvier 1996) est un chanteur folk.

## Notice biographique
Né à Calcutta, il a toujours affirmé avoir été conçu à Glasgow, en Écosse. En Europe ou aux États-Unis, malgré une réputation limitée en dehors de la communauté folk, il a influencé de nombreux artistes dont John Martyn, Christy Moore et Billy Connolly.
Sa chanson la plus connue, Cod Liver Oil and the Orange Juice date des 1960s : elle fut bannie par la BBC parce que considérée trop subversive, avant de devenir l'une des chansons les plus demandées sur les ondes radio Forces. En Scandinavie surtout et dans les pays voisins ou limitrophes, où il fut toujours sollicité, Imlach se forgea une forte réputation lors de nombreuses représentations. En 1991, Hamish Imlach fait partie des chanteurs invités au 65e anniversaire de Derroll Adams, fêté à Courtrai, où il a chanté une version personnelle du classique The Wild Rover